# Zhou Jichang
Advertiment: Ji Chang fou un governant dels Zhou i Zhou Jichang és una alt càrrec xinès.

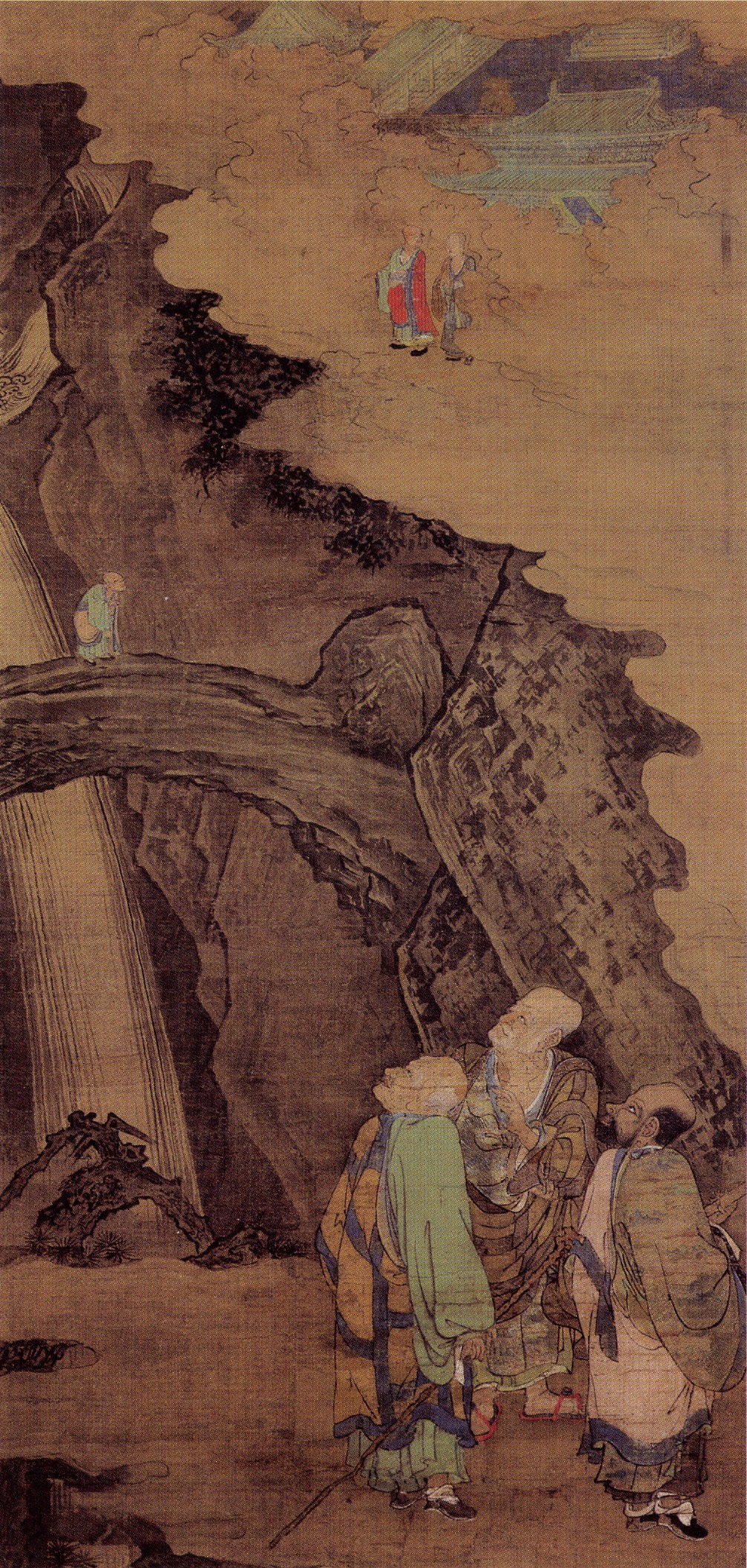
Chen Chun, Pont de pedra a la muntanya Tiantai, Freer Gallery of Art

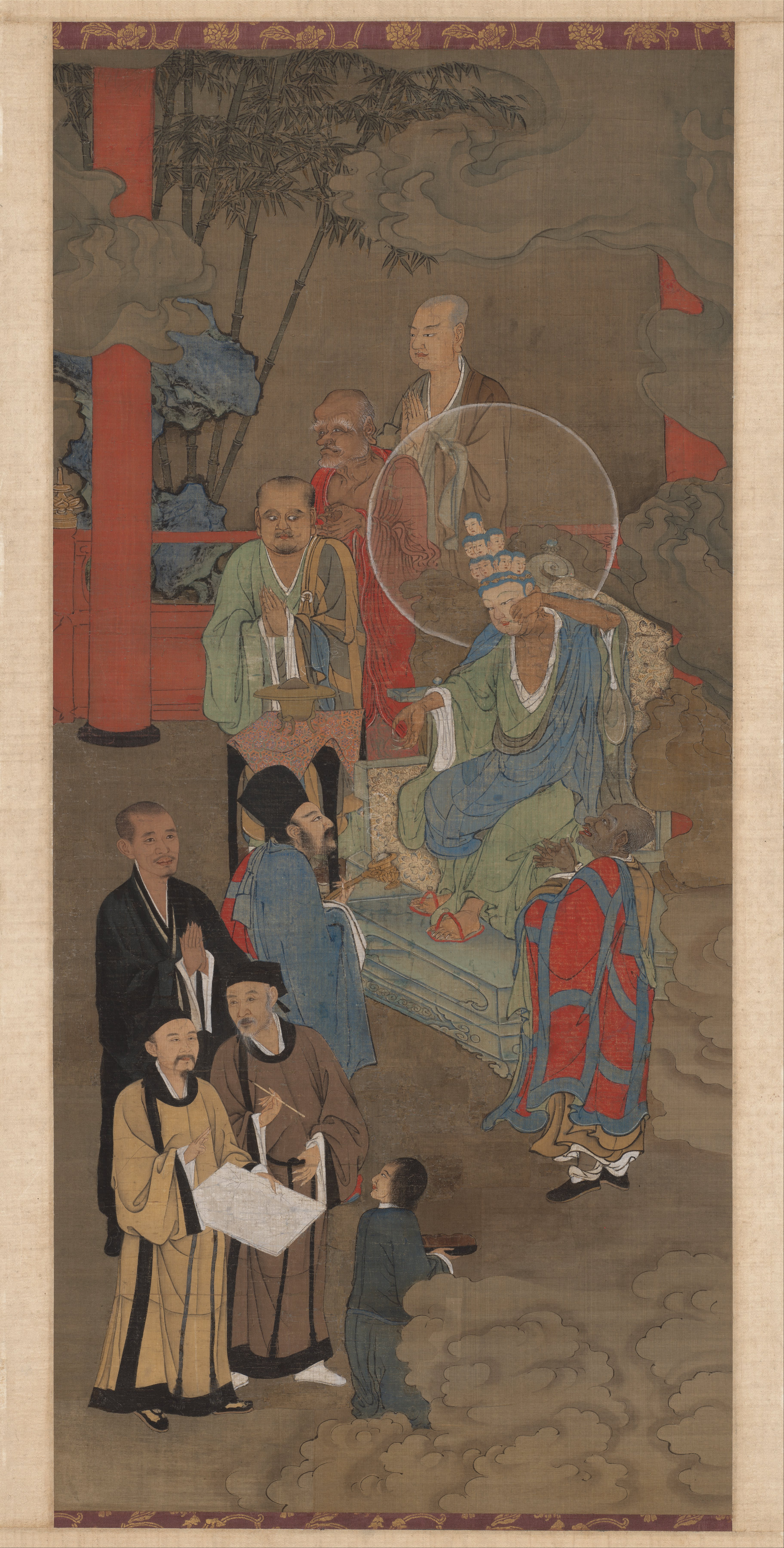
“Lohan (un Perfecte) manifestant-se com una Guanyin d'Onze Caps” .Museum of Fine Arts, Boston (Massachusetts)

Zhou Jichang (xinès: 周季常; pinyin: Zhōu Jìcháng) fou un pintor de la dinastia Song del qual es coneixen ben poques dades biogràfiques. Se sap que va tenir activitat artística a finals del segle xi. Els seus temes estan relacionats amb el budisme i el seu folklore. Amb un altre artista, Lin Tinggui, va ser responsable de l'obra coneguda com a “Cinc-cents Luhoans” (any 1178). La seva obra més famosa és el “Pont de pedra de la Muntanya Tiantai (on un patriarca budista de l'”Escola del Lotus” hi va viure. La Smithsonian Freer Gallery of Art (Washington D.C.), el Museum of Fine Arts (Museu de Belles Arts) de Boston (Massachusetts) i el temple japonès de Daitoku-ji, a Kyoto, conserven obres seves.